# Obermalching
Obermalching ist ein Ortsteil der oberbayerischen Gemeinde Maisach im Landkreis Fürstenfeldbruck. 

## Eingemeindung
Am 1. Januar 1978 kam Obermalching als Ortsteil der bis dahin selbstständigen Gemeinde Malching zu Maisach.

## Lage
Der Weiler liegt circa zwei Kilometer westlich von Maisach. Er wird durch seine Landwirtschaftlichen Betriebe geprägt.
Laut mündlicher Überlieferung war vor langer Zeit an der Eiche, die heute ein Naturdenkmal ist, ein Gerichtsort, an dem Urteile gesprochen wurden. Vollstreckt wurden sie einen Kilometer weiter in   Galgen. 